# Gary Moore
Gary Moore, właśc. Robert William Gary Moore (ur. 4 kwietnia 1952 w Belfaście, zm. 6 lutego 2011 w Esteponie) – brytyjski muzyk, kompozytor i wokalista, multiinstrumentalista, wirtuoz gitary.

## Życiorys
Tworzył w stylistyce rocka i bluesa, a także heavy metalu. Działalność artystyczną rozpoczął pod koniec lat 60. XX w. w zespole rocka psychodelicznego Skid Row. Na początku lat 70. związał się na krótko z formacją Thin Lizzy, a także rozpoczął solową działalność artystyczną. W 1975 roku dołączył do zespołu Jona Hisemana – Colosseum II, który opuścił trzy lata później. W 1977 roku ponownie dołączył do Thin Lizzy. W zespole pozostał do 1979 roku. W latach 90. wraz z perkusistą Gingerem Bakerem i basistą Jackiem Bruce’em założył power trio – Bruce-Baker-Moore, który w 1994 roku wydał płytę Around the Next Dream.
Zmarł na atak serca w czasie snu, 6 lutego 2011 roku, podczas pobytu na wakacjach w hiszpańskiej miejscowości Estepona. Pogrzeb artysty był skromny, bez udziału mediów. Ciało spoczęło na cmentarzu przy kościele św. Małgorzaty w niewielkim Rottingdean niedaleko Brighton and Hove.

## Dyskografia
Albumy studyjne
| Grinding Stone                          | - Data: 1973 - Wydawca: CBS Records                           | –   | –  | –   | –  | –  |                                                                                       |
| Back on the Streets                     | - Data: 30 września 1978 - Wydawca: MCA Records               | 70  | –  | –   | –  | –  |                                                                                       |
| G-Force                                 | - Data: 30 maja 1980 - Wydawca: JVC                           | –   | –  | –   | –  | –  |                                                                                       |
| Corridors of Power                      | - Data: 1982 - Wydawca: Virgin Records                        | 30  | –  | 149 | –  | –  |                                                                                       |
| Dirty Fingers                           | - Data: 1983 - Wydawca: Virgin Records                        | –   | –  | –   | –  | –  |                                                                                       |
| Victims of the Future                   | - Data: 1983 - Wydawca: Virgin Records                        | 12  | 53 | 172 | 15 | –  |                                                                                       |
| Run for Cover                           | - Data: 2 września 1985 - Wydawca: Virgin Records             | 12  | 27 | 146 | 6  | –  | - UK: srebrna płyta - SWE: złota płyta                                                |
| Wild Frontier                           | - Data: 2 marca 1987 - Wydawca: Virgin Records                | 8   | 9  | 139 | 2  | 7  | - UK: srebrna płyta - SWE: złota płyta - FIN: złota płyta                             |
| After the War                           | - Data: 25 stycznia 1989 - Wydawca: Virgin Records            | 23  | 2  | 114 | 3  | 3  | - UK: złota płyta - SWE: platynowa płyta                                              |
| Still Got the Blues                     | - Data: 21 marca 1990 - Wydawca: Virgin Records               | 13  | 4  | 83  | 1  | 3  | - UK: platynowa płyta - SWE: 2x platynowa płyta - FIN: złota płyta - USA: złota płyta |
| After Hours                             | - Data: 10 marca 1992 - Wydawca: Virgin Records               | 4   | 2  | 145 | 1  | 25 |                                                                                       |
| Blues for Greeny                        | - Data: 31 maja 1995 - Wydawca: Virgin Records                | 14  | 33 | –   | 40 | 26 |                                                                                       |
| Dark Days in Paradise                   | - Data: 2 czerwca 1997 - Wydawca: Virgin Records              | 43  | 32 | –   | 23 | 22 |                                                                                       |
| A Different Beat                        | - Data: 26 października 1999 - Wydawca: Castle Communications | 133 | 60 | –   | –  | –  |                                                                                       |
| Back to the Blues                       | - Data: 12 marca 2001 - Wydawca: Sanctuary Records            | 53  | 40 | –   | 22 | 49 |                                                                                       |
| Scars (oraz Cass Lewis i Darrin Mooney) | - Data: 10 września 2002 - Wydawca: Sanctuary Records         | 90  | 48 | –   | –  | 31 |                                                                                       |
| Power of the Blues                      | - Data: 22 czerwca 2004 - Wydawca: Sanctuary Records          | 158 | 65 | –   | 51 | –  |                                                                                       |
| Old New Ballads Blues                   | - Data: 2 maja 2006 - Wydawca: Eagle Records                  | 148 | 91 | –   | –  | –  |                                                                                       |
| Close as You Get                        | - Data: 21 maja 2007 - Wydawca: Eagle Records                 | 102 | 66 | –   | –  | 95 |                                                                                       |
| Bad for You Baby                        | - Data: 22 września 2008 - Wydawca: Eagle Records             | 101 | 69 | –   | –  | 71 |                                                                                       |
| „–” oznacza, że album nie był notowany. |                                                               |     |    |     |    |    |                                                                                       |

Albumy koncertowe
| Rockin’ Every Night: Live in Japan      | - Data: 21 maja 1983 - Wydawca: Virgin Records        | 99 | 39 | –  | –  | –  |                   |
| Live at the Marquee / Live              | - Data: 21 września 1983 - Wydawca: Jet Records       | –  | –  | –  | –  | –  |                   |
| We Want Moore!                          | - Data: 1984 - Wydawca: Virgin Records                | 32 | 21 | 52 | –  | –  |                   |
| Blues Alive                             | - Data: 1 lipca 1992 - Wydawca: Virgin Records        | 8  | –  | 31 | 40 | 14 | - UK: złota płyta |
| Live at Monsters of Rock                | - Data: 30 września 2003 - Wydawca: Sanctuary Records | –  | –  | –  | –  | –  |                   |
| Essential Montreux                      | - Data: 15 czerwca 2009 - Wydawca: Eagle Records      | –  | –  | –  | –  | –  |                   |
| Live at Montreux 2010                   | - Data: 19 września 2011 - Wydawca: Eagle Records     | –  | –  | –  | –  | –  |                   |
| Blues for Jimi                          | - Data: 25 października 2011 - Wydawca: Eagle Records | 80 | –  | 36 | –  | –  |                   |
| „–” oznacza, że album nie był notowany. |                                                       |    |    |    |    |    |                   |

Kompilacje
| Gary Moore                                             | - Data: 1982 - Wydawca: MCA Records                 | –   | –  | – | –  | –  |                                      |
| Ballads & Blues                                        | - Data: 17 listopada 1994 - Wydawca: Virgin Records | 33  | 30 | – | 10 | 15 | - UK: złota płyta - FIN: złota płyta |
| Out in the Fields – The Very Best of Gary Moore        | - Data: 1998 - Wydawca: Virgin Records              | 54  | –  | – | 13 | –  | - SWE: złota płyta                   |
| Blood of Emeralds – The Very Best of Gary Moore Part 2 | - Data: 1999 - Wydawca: Virgin Records              | –   | –  | – | 13 | –  |                                      |
| The Best of the Blues                                  | - Data: 19 lutego 2002 - Wydawca: Virgin Records    | 112 | –  | – | 10 | 98 |                                      |
| Have Some Moore: The Best Of Gary Moore                | - Data: 19 marca 2002 - Wydawca: Virgin Records     | –   | –  | 7 | –  | –  | - FIN: złota płyta                   |
| Parisienne Walkways: The Blues Collection              | - Data: 18 sierpnia 2003 - Wydawca: EMI             | –   | –  | – | –  | –  |                                      |
| Back on the Streets: The Rock Collection               | - Data: 20 sierpnia 2003 - Wydawca: EMI             | –   | –  | – | –  | –  |                                      |
| The Essential Gary Moore                               | - Data: 24 czerwca 2003 - Wydawca: Virgin Records   | –   | –  | – | –  | –  |                                      |
| The Platinum Collection                                | - Data: 4 września 2006 - Wydawca: Virgin Records   | 118 | –  | – | 45 | –  |                                      |
| „–” oznacza, że album nie był notowany.                |                                                     |     |    |   |    |    |                                      |

## Filmografia
| Tytuł                                  | Rok  | Rola        | Uwagi                                    | Źródło |
| -------------------------------------- | ---- | ----------- | ---------------------------------------- | ------ |
| „The Rocker: Thin Lizzy’s Phil Lynott” | 1996 | jako on sam | film dokumentalny, reżyseria: Shay Healy | [ 27 ] |
| „Gary Moore: Still Got the Blues”      | 2011 | jako on sam | film dokumentalny, reżyseria: Tony Curry | [ 28 ] |

## Instrumentarium
| Gitary elektryczne - 1952 Gibson Les Paul Modified - 1959 Gibson Les Paul Standard - 1960 Gibson Melody Maker - 1970s Fender Stratocaster (Modified/Custom made) - 1980 Charvel Custom - 1980 Charvel Custom „Leopard” - 1961 Fender Stratocaster - 1980s Fender Stratocaster ’62 Reissue - Squier Stratocaster - 1980s Charvel San Dimas (Red) - 1980s Charvel San Dimas (White) - 1984 Hamer Explorer - 1980s Hamer Special - 1980s Ibanez Roadstar II RS1000 |  | - 1980s Ibanez Roadstar II RS1100 BK - 1950s Gibson ES-5 - 1980s Hamer Vector - SynthAxe - 1980s PRS Standard 24 - 1980s Hamer Phantom A5 - Heritage H150 - 1959 Gibson Les Paul Standard - 1968 Fender Telecaster - 1990s Fritz Brothers Super Deluxe - 1960s Gibson ES-355TD-SV - 1990s Fender Stratocaster HSS - 1961 Gibson SG/Les Paul Standard - 1963 Fender Stratocaster - Gibson Gary Moore Signature Les Paul |  | - Gibson Les Paul Doublecut - 2000s Gibson Explorer - 1963 Gibson ES-335 - Gibson Firebird - 2000s Gibson Les Paul ’57 Goldtop Reissue - 2000s Gibson Les Paul ’58/’59 Standard Reissue Wzmacniacze - Hiwatt Custom 100 - Vox AC30 - Soldano SLO100 & HR50 - Marshall JTM45 Reissue - Marshall 1962 Bluesbreaker Reissue - Marshall JCM2000 DSL100 - 1969/70 Fender Showman - Cornell-Plexi 18/20 Combo - Marshall 1959HW |  | Gitary akustyczne - 1980s Takamine PT-015 - Takamine 12-String Custom - Ozark Resonator Efekty gitarowe - Roland SRE-555 Chorus/Echo - Roland SDE-3000 Digital Delay - Boss DS-1 Distortion - Marshall Guv’nor (Mk 1) - Ibanez Tube Screamer |